# أوليفيا هولت
أوليفيا هولت (بالإنجليزية: Olivia Holt) (ولدت 5 أغسطس 1997)، هي مغنية وممثلة أمريكية. تعاقدت مع هوليوود ركوردز لتسجيل أغانيها.

## روابط خارجية
- أوليفيا هولت على موقع IMDb (الإنجليزية)
- أوليفيا هولت على موقع ميتاكريتيك (الإنجليزية)
- أوليفيا هولت على موقع روتن توميتوز (الإنجليزية)
- أوليفيا هولت على موقع قاعدة بيانات الأفلام العربية
- أوليفيا هولت على موقع ألو سيني (الفرنسية)
- أوليفيا هولت على موقع ميوزك برينز (الإنجليزية)
- أوليفيا هولت على موقع تيرنر كلاسيك موفيز (الإنجليزية)
- أوليفيا هولت على موقع أول موفي (الإنجليزية)
- أوليفيا هولت على موقع أول ميوزيك (الإنجليزية)
- أوليفيا هولت على موقع ديسكوغز (الإنجليزية)